# Nataša Gáčová
Nataša Gáčová (* 18. dubna 1977 Kladno) je česká herečka. Žije v Ústí nad Labem.

## Život
Vyrůstala ve středočeském městě Stochov, kde založila amatérský divadelní soubor Luna Stochov. Po absolvování gymnázia v Novém Strašecí vystudovala pražskou DAMU. V roce 2001 se stala členkou souboru Činoherního studia v Ústí nad Labem. Angažmá zde ukončila v roce 2014. Od té doby hostovala/hostuje v Národním divadle Brno, Divadle X10 a Tygr v tísni v Praze. Na ústeckou scénu se vrací v srpnu 2023 po devíti letech.
V roce 2019 se objevila v roli ředitelky školy ve čtvrtém díle seriálu #martyisdead, který vyhrál mezinárodní cenu Emmy v sekci krátké neamerické seriály.

## Divadelní role

### Divadlo Luna Stochov
- 1995 WITKIEWICZ, Stanislav Ignacy Blázen a jeptiška, role: sestra Anna, režie: Luboš Fleischmann
- 1996 Franz Kafka On a oni aneb Může to potkat i Vás…, režie: Luboš Fleischmann
- 2000 Jan Antonín Pitínský Pokojíček, role Lída, režie: Luboš Fleischmann
- 2005 Rudolf Krupička Velký styl, role: novinářka, režie: Jaroslav Kodeš
- 2007 Jean-Claude Danaud, Ach, ta něha našich dam! role Sophie, režie: Luboš Fleischmann

### Divadlo DISK, DAMU
- 2000 Anton Pavlovič Čechov Tři sestry, role Irina, režie: Filip Nuckolls
- 2000 Molière Lakomec, role: Frosina, režie: Ho Shin
- 2000 Shakespeare Romeo a Julie, role: Vévoda, režie: Richard Hahlo
- 2000 Bernard-Marie Koltes, Roberto Zucco, role: dívka, režie: Filip Nuckolls

### Činoherní klub, Praha
- 2000 Jean-Paul Sartre S vyloučením veřejnosti, role Estelle, režie: Ksenija Krčar

### Reduta, Praha
- 2000 Vitrack Viktor aneb dítka u moci, režie: Peter Serge Butko

### Činoherní studio Ústí nad Labem
- 06/2001 Enquist: Faidra, role Arície, režie: Martin Tichý
- 10/2001 Mark Ravenhill: Shopping and fucking, role: Lulu, režie: Michal Dočekal
- 12/2001 Vedral, Bambušek: Molière, režie: Miroslav Bambušek
- 03/2002 Anton Pavlovič Čechov: Ivanov, role zlatá mládež, režie: David Czesany
- 04/2002 Kateřina Jungová: Fímejl, role: Orlando, režie: Kateřina Jungová
- 06/2002 Samuel Beckett: Čtyři malá dramata, role asistentka, režie: Filip Nuckolls
- 03/2003 Muchinová: Ju, role stvoření Filip Nuckolls
- 12/2003 Shakespeare: Hamlet role Ofélie, režie: David Czesany
- 02/2004 Tomáš Bambušek: Písek, režie: Thomas Zielinski
- 04/2004 Sergi Belbel: Krev, role holčička, režie: Natália Deáková
- 05/2004 Jan Vedral: Jackson, role doktorka, režie: Ivan Holeček
- 12/2004 Elfriede Jelinek: Nemoc, aneb moderní ženy, role krásná žena, dítě, režie: Viktorie Čermáková
- 03/2005 Jaroslav Rudiš: Alois Nebel role lékařka, režie: Natália Deáková
- 10/2005 Presňakovové: Hrát oběť, režie: Natália Deáková
- 11/2005 Rafael Spregelburd: Panika, režie: Ján Šimko
- 03/2006 Tomáš Bambušek: Uražení a ponížení, role Nastasja, režie: Filip Nuckolls
- 10/2006 Anton Pavlovič Čechov: Tři sestry, role Máša, režie: Marián Amsler
- 12/2006 Andrew Bovell: Zmatení jazyků, role Soňa, režie: Filip Nuckolls
- 03/2007 Jaroslav Rudiš: Strange love, role asistentka, režie: Thomas Zielinsky
- 11/2007 George Büchner: Vojcek, role Marie, režie: Filip Nuckolls
- 04/2008 Chuck Palahniuk: Klub rváčů role Chloe, madam, režie: Filip Nuckolls
- 05/2008 Otfried Preussler: Malá čarodějnice, role polednice, režie: Jiří Honzírek
- 11/2008 Thorsten Buchsteiner: NordOst role Tamara, režie: Filip Nuckolls, cena za nejlepší herecký výkon ocenění
- 02/2009 Federico García Lorca: Dům Bernardy Alby, role Martirio, režie: Dodo Gombár
- 04/2009 Josef Holub: Červený Nepomuk, role maminka, režie: Filip Nuckolls
- 10/2009 Johanna Kaptein: Láska práce, láska práce, role: Natálie, režie: Natália Deáková
- 03/2010 Johana Součková: 2521, role Howl, režie Filip Nuckolls
- 04/2010 Anton Pavlovič Čechov: Racek role Pavlína, režie: Natália Deáková
- 09/2010 Jan Tichý: 32 hodin mezi psem a vlkem, režie: Filip Nuckolls
- 11/2010 Václav Matoušek: Obhajoba, role sekretářka, režie: Filip Nuckolls
- 12/2010 František Marek: Sněhurka a sedm trpaslíků, role Šmudla, režie: Natália Deáková
- 03/2011 Nikolaj Vasiljevič Gogol Revizor, role hejtmanka, režie: Alexander Minájev
- 04/2011 Jana Válková a spol.: Ústí nad Label, role Bebe, režie: Jana Válková a spol.
- 11/2011 Dagmar Šimková: Byly jsme tam taky, monodrama, režie: Vojtěch Bárta, více o představení
- 12/2011 Ewald Palmetshofer: hamlet je mrtev. bez tíže, role Karo, režie: David Šiktanc, Cena Marka Ravenhilla
- 05/2012 Bratři Mrštíkové: Maryša, role Maryša, Lízalka, režie: Filip Nuckolls
- 09/2012 Krzysztof Kieślowski: Dekalog, režie: Filip Nuckolls
- 11/2012 Vladimír Páral Soukromá vichřice, role Joža, režie: Thomas Zielinski
- 12/2012 František Marek: Do bláta a zase zpět, role Nataša, režie: Vladimír Čepek
- 03/2013 Bernard Hauptmann: Tkalci., role Dreisigerová, režie: Vanessa Emde
- 10/2013 William Shakespeare: Zkrocení zlé ženy, role Biondelo, režie: Filip Nuckolls
- 10/2013 Elfriede Jelinek: Kein Licht, role A Veronika, režie: Veronika Musilová Kyrianova
- 12/2013 Astrid Lindgrenová: Ronja, dcera loupežníka, role Undisa, režie: Jan Plouhar
- 04/2015 Johana Součková: Don Quiote, role Don Quiote, režie: Thomas Zielinski
- 10/2023 Marie Nováková: Krajina se sklady, role: Marika, koordinátorka, režie: Klára Vosecká
- 12/2023 Loužný/Nováková: Bílý Karibu, role: Eva, režie: Tomáš Loužný
- 06/2024 Mayenburg: Perplex, role: Nataša
- 10/2024 Ernest: A vybuchla Setuza., role: Čuňa, režie: Adam Ernest
- 04/2025 David Šiktanc: Líbesbríf, režie: David Šiktanc, role: Nataša
- 06/2025 v přípravě: Vítězslav Nezval: Milenci z kiosku, režie: Adam Svozil

### Strašnické divadlo X10, Praha
- 06/2014 Vanessa Emde: O mrtvých ptácích, role matka, režie: Vanessa Emde
- 12/2015 Ivan Vyrypajev: Červenec (monodrama), režie: Tamara Pomoriški

### Národní divadlo Brno
- 10/2014 Ladislav Mňačko Jak chutná moc, role Judita, Margita, režie: Ondřej Elbel
- 12/2014 Sofoklés Oidipus, role chór 3, režie: Martin Františák

### Tygr v tísni, Praha
- 03/2017 Tomáš Loužný, Marie Nováková: Synáčci, režie: Tomáš Loužný
- 11/2019 Alfred Döblin: Berlin Alexanderplatz, režie: Ivo Kristián Kubák a Marie Nováková

### Meetfactory, Praha
- 10/2021 Sara Baume: Vyšlapaná čára, režie: Tomáš Loužný

## Televize a film
- 2000 Nic víc než Praha, režie: Lubor Dohnal
- 2000 Powers, režie: Petr Zelenka
- 2001 Nikdo neměl diabetes, režie: Ivan Pokorný
- 2003 Město bez dechu, režie: Ivan Pokorný
- 2004 Agentura Puzzle, režie: Ivan Pokorný
- 2005 Ordinace v růžové zahradě, režie: Zuzana Zemanová-Hojdová
- 2007 Letiště, režie: Radim Špaček, Petr Zahrádka
- 2008 Expozitura, režie: Petr Kotek, Ivan Pokorný
- 2009 NordOst (divadelní záznam), režie: Ivan Pokorný
- 2010 Zázraky života, režie: Jaromír Polišenský
- 2013 Gympl s (r)učením omezeným, režie: Jiří Chlumský
- 2013 Klukovina (Nevinné lži), režie: Petr Zahrádka
- 2015 Kriminálka Anděl, režie: Jaroslav Fuit
- 2015 Vraždy v kruhu, režie: Ivan Pokorný
- 2015 Já, Mattoni, režie: Marek Najbrt
- 2015 Doktor Martin, režie: Petr Zahrádka
- 2015 Zlatý ruce, režie: Jan Chramosta
- 2017 Polda, režie: Jaroslav Fuit
- 2018 Ohnivý kuře, režie: Lukáš Buchar
- 2018 Specialisté, režie: Róbert Šveda
- 2018 Modrý kód, režie: Vojtěch Moravec
- 2018 Dáma a král, režie: Slobodanka Radun
- 2018 Tátové na tahu, režie: Jiří Chlumský
- 2019 Nabarvené ptáče, režie: Václav Marhoul
- 2019 #martyisdead, režie: Pavel Soukup (seriál získal cenu Emmy 2020)
- 2019 Krejzovi, díl Tibetská harmonie duše, režie: Libor Kodad
- 2019 Modrý kód, díl Nemoc jako dar, režie: Lukáš Buchar
- 2019 Slunečná, díly 1. série 07, 2. série 09, 12, 19, režie: v/a
- 2020 Místo zločinu Ostrava, režie: Dan Wlodarczyk
- 2020 Slunečná, díl 4., 44., 47., režie: Libor Kodad
- 2021 Slunečná, díl 37., série 2., režie: Marek Tomažič, Jaromír Polišenský
- 2021 Ochránce, Vražda vychovatelky, režie: Tomáš Mašín
- 2021 Pan profesor, díl, režie: Braňo Holiček
- 2021 1. MISE, díl Vyjednávač, režie: Vojtěch Moravec
- 2022 Specialisté, díl Najdu tě, režie: Ondrej Hraška
- 2022 Stínohra, film, režie: Peter Bebjak
- 2024 Rok vdovy, film, režie: Veronika Lišková
- 2025 Studna, epizoda č. 6, režie: Tereza Kopáčová

## Rozhlas a televize (hlas)
- 2005 Jackson, režie: Ivan Holeček, role
- 2007 Niekur, role: siamská dvojčata, režie: Kateřina Rudčenková
- 12/2011 – 8/2013 ČT4 Sport, oficiální hlas televize
- 2015 - dosud Český rozhlas Sever, stálá spolupráce
- 2019 - pohádky (Jan Křemen) pro Český rozhlas Sever

## Pedagogická činnost
- 2015 - 2020 Bateau, spolek, vedení dramaterapeutické skupiny
- 2016 - dosud Základní umělecká škola Evy Randové, literárně-dramatický obor, ocenění: Cena za inscenaci v krajském kole soutěže LDO ZUŠ – soubor Nataši Gáčové (Eugéne Ionesco – „Lekce“)

## Zahraniční stáže
- 8/2016 - 2/2017 Vysoká škola kultury, cestovního ruchu a umění Nha Trang, Vietnam, vietnamský tradiční tanec a klasický balet (Trường Cao Đẳng Văn Hóa Nghệ Thuật Du Lịch Nha Trang)

## Ocenění
- 2010 Foibos - České divadlo - cena za nejlepší herecký výkon v inscenaci NordOst[1]